# Сумпор-диоксид
Сумпор-диоксид (молекулска формула SO2) је безбојни гас загушљивог мириса који настаје спаљивањем сумпора на ваздуху. Тежи је од ваздуха. Раствара се у води. Раствор који настаје је кисео јер гас реагује са водом градећи сумпорасту киселину чиме се доказује да је сумпор-диоксид кисели оксид. Сумпораста киселина је нестабилна и лако се поново разлаже на сумпор-диоксид и на воду.
Раствор сумпор-диоксида у влажној околини делује као избељивач тако што редукује састојке у материји која се избељује.
Сумпор-диоксид је нуспродукт рада аутомобилских мотора и фабричких постројења и загађује животну средину. Напада систем за дисање људи и животиња. Растварајући се у ваздуху узрокује киселе кише које уништавају биљке, металне конструкције и грађевине.